# Lingsugur
Lingsugur là một thị xã panchayat của quận Raichur thuộc bang Karnataka, Ấn Độ.

## Địa lý
Lingsugur có vị trí 16°10′B 76°31′Đ / 16,17°B 76,52°Đ Nó có độ cao trung bình là 499 mét (1637 feet).

## Nhân khẩu
Theo điều tra dân số năm 2001 của Ấn Độ, Lingsugur có dân số 27.301 người. Phái nam chiếm 51% tổng số dân và phái nữ chiếm 49%. Lingsugur có tỷ lệ 55% biết đọc biết viết, thấp hơn tỷ lệ trung bình toàn quốc là 59,5%: tỷ lệ cho phái nam là 65%, và tỷ lệ cho phái nữ là 45%. Tại Lingsugur, 16% dân số nhỏ hơn 6 tuổi.